# Філон Біблський
Філон Біблський (Геренній Філон, лат. Herennius Philon, бл. 50 — після 138 н. е.) — фінікійський історик і письменник родом з Бібла.
Написав історію Фінікії, описав її культуру, релігію в своїй незбереженій «Історії Фінікії» в 9 книгах. Також написав «Про міста і про те, що чудового у них було» в 30 книгах, «Про придбання та відбір книг» в 12 книгах, «Словник синонімів», «Про юдеїв», біографію Адріана.
За своїми філософськими поглядами був евгемерістом, тобто вважав, що в основі міфів лежать реальні історичні царі та герої, потім обожнені. Ділить богів на смертних і безсмертних: перші — небесні світила та стихії, другі — обожнені люди; що робить його своєрідним «теологом-атеїстом».
Євсевій в своєму «Приготуванні до Євангелія» надає дорогоцінні витяги з історичних, космогонічних і міфологічних трактатів для доказу переваги християнської релігії. У числі їх він повідомляє, поряд з Олександром Полігістором і ін., довгий ексцерпт з 1-й книги «Фінікійська історія», трактує про космогонії і теогонії, що ходив під ім'ям Санхунйатон і його перекладача на грецький Філона Біблського.
Свида повідомляє: «Філон Біблський, граматик. Народився приблизно близько часу Нерона і жив довго. Він каже, що консул Север Геренній справляв посаду, коли йому було 78 років, в 220 олімпіаду».